# Megalepthyphantes pseudocollinus
Megalepthyphantes pseudocollinus là một loài nhện trong họ Linyphiidae.
Loài này thuộc chi Megalepthyphantes. Megalepthyphantes pseudocollinus được Michael Ilmari Saaristo miêu tả năm 1997.